# راندي ميركل
راندي ميركل (بالإنجليزية: Randy Merkel)‏ (20 مارس 1976 في الولايات المتحدة - ) هو لاعب كرة قدم أمريكي في مركز الوسط. لعب مع ميامي فيوشن ورالي إكسبرس ‏ وأتلانتا سيلفرباكس.

## وصلات خارجية
- راندي ميركل على موقع الدوري الأمريكي (الإنجليزية)
- راندي ميركل على موقع قاعدة بيانات كرة القدم.إي يو (الإنجليزية)